# ならや伊八
ならや 伊八（ならや いはち、生没年不詳）とは、江戸時代の浮世絵師。

## 来歴
師系・経歴不詳。文政7年（1824年）版の『浪華商人買物独案内』に、「京都祇園浮世絵師、太左衛門橋北詰北入、ならや伊八」と記されるがその作については不明である。『浮世絵師伝』はこの伊八について、「臨時京都に出張せし者か、然らずんば、大阪に定住して花街風俗を画くことを主とせし者なるべし」と述べている。